# Giacomo Oddi

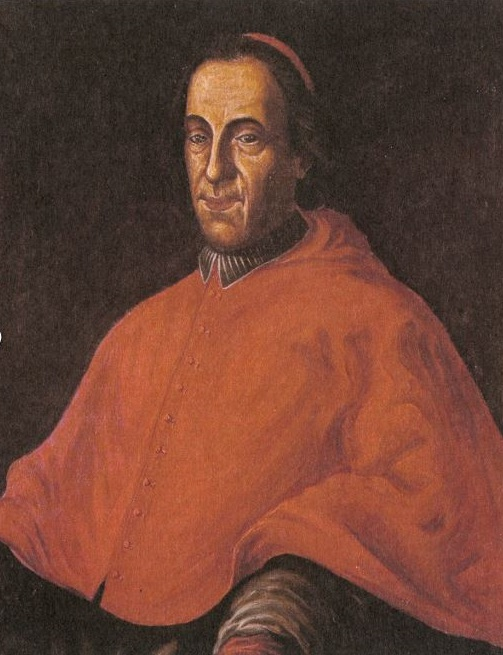
Giacomo Kardinal Oddi

Giacomo Oddi (* 11. November 1679 in Perugia; † 2. Mai 1770 ebenda), auch Jacopo Oddi, Oddus oder degli Oddi genannt, war ein italienischer Geistlicher, Diplomat des Heiligen Stuhls, Bischof von Viterbo und Tuscania und Kardinal der Römischen Kirche.

## Leben

### Herkunft und frühe Jahre
Er war das jüngste von fünf Kindern des Francesco (oder Pietro) Oddi, Graf von Antognolla und der Vittoria Biancheri. Von seiner Mutter Seite war er ein Neffe des Kardinals Antonio Banchieri und ein Cousin des Kardinals Giovanni Francesco Banchieri. Ferner war er der Onkel des Kardinals Niccolò Oddi.
Giacomo Oddi studierte 1702 bis 1709 an der Universität Perugia, wo er am 21. Dezember 1709 zum Doctor utriusque iuris promoviert wurde. Er zog nach Rom und diente dem Heiligen Stuhl in verschiedenen Gouverneurspositionen sowie als Apostolischer Protonotar.

### Priester und Bischof
Am 30. Mai 1732 empfing er die Priesterweihe. Er wurde am 9. Juni 1732 zum Titularerzbischof von Laodicea in Phrygia ernannt und am 24. Juni desselben Jahres empfing er in der Kirche der Benediktinerinnen auf dem Campo Marzio in Rom durch Kardinal Giorgio Spinola die Bischofsweihe; Mitkonsekratoren waren Giuseppe Maria Feroni, Titularerzbischof von Damascus, und Carlo Alberto Guidobono Cavalchini, Titularerzbischof von Philippi. Am 28. Juni 1732 wurde Oddi Nuntius in Köln, 1735 Nuntius in Venedig und 1739 Nuntius in Portugal.

### Kardinal
Im Konsistorium vom 9. September 1743 kreierte Papst Benedikt XIV. ihn zum Kardinal. Als Kardinalpriester erhielt Oddi die Titelkirche San Girolamo degli Schiavoni, wo er am 5. April 1745 installiert wurde. Den Bischofssitz von Viterbo nahm er mit dem persönlichen Titel eines Erzbischofs am 22. September 1749 ein. Außerhalb der Stadt erbaute er eine Bischofsresidenz, die von den folgenden Bischöfen La Palenzana genannt wurde. Er wendete hohe Summen auf, um die Kirchen der Diözese mit liturgischem Gerät auszustatten, führte Visitationen durch und betonte die genaue Einhaltung der kirchlichen Riten und Zeremonien. Am 12. Januar 1756 wechselte er zur Titelkirche Santa Anastasia. Er nahm am Konklave 1758 teil, aus dem Clemens XIII. als Papst hervorging.
Im Jahre 1762 berief er eine Diözesansynode ein, was in Rom abgelehnt wurde, doch nach einer Untersuchung durch eine von Papst Clemens XIII. eingesetzte Kommission wurde das Vorgehen des Kardinals für richtig befunden. Seine Titelkirche wurde am 22. November 1758 Santa Maria in Trastevere, am 12. Februar 1759 wechselte er zur Titelkirche Santa Prassede und am 21. März 1763 als Kardinalprotopresbyter zu San Lorenzo in Lucina. Er konnte am Konklave 1769, das Papst Clemens XIV. wählte, nicht teilnehmen. Zum Apostolischen Vikar von Viterbo und Toscanella wurde wegen des hohen Alters und der Gebrechlichkeit von Kardinal Oddi am 22. März 1770 Egidio Mingarelli, ein Priester der Diözese Bologna, ernannt. Giacomo Oddi zog sich nach Perugia zurück, wo er am 2. Mai 1770 in seinem Elternhaus starb. Er wurde in der dortigen Jesuitenkirche beigesetzt.